# Albert Hall
Albert P. Hall, född 10 november 1937 i Brighton i Alabama, är en amerikansk skådespelare.

## Filmografi (urval)
- 1979 – Apocalypse
- 1989 – De fantastiska Baker Boys
- 1992 – Malcolm X
- 1993 – Star
- 1995 – Djävul i en blå klänning
- 1998–2002 – Ally McBeal (TV-serie)
- 1999 – Swing Vote
- 2001 – Ali
- 2007 – National Treasure: Hemligheternas bok